# Галерија грбова Новог Зеланда
Галерија грбова Новог Зеланда обухвата актуелни Грб Новог Зеланда, историјске грбове Новог Зеланда, грбове територија Краљевства Новог Зеланда и грбове новозеландских градова.

## Актуелни Грб Новог Зеланда
- Грб Новог Зеланда

## Историјски грбови Новог Зеланда
- Грб Новог Зеланда 1911—1956

## Грбови територија Краљевства Новог Зеланда
- Грб Кукова Острва
- Грб Нијуе
- Грб Токелау
- Грб Росова територија

## Грбови новозеландских градова
- Грб Данидин
- Грб Палмерстон Норт